# AzMarie Livingston

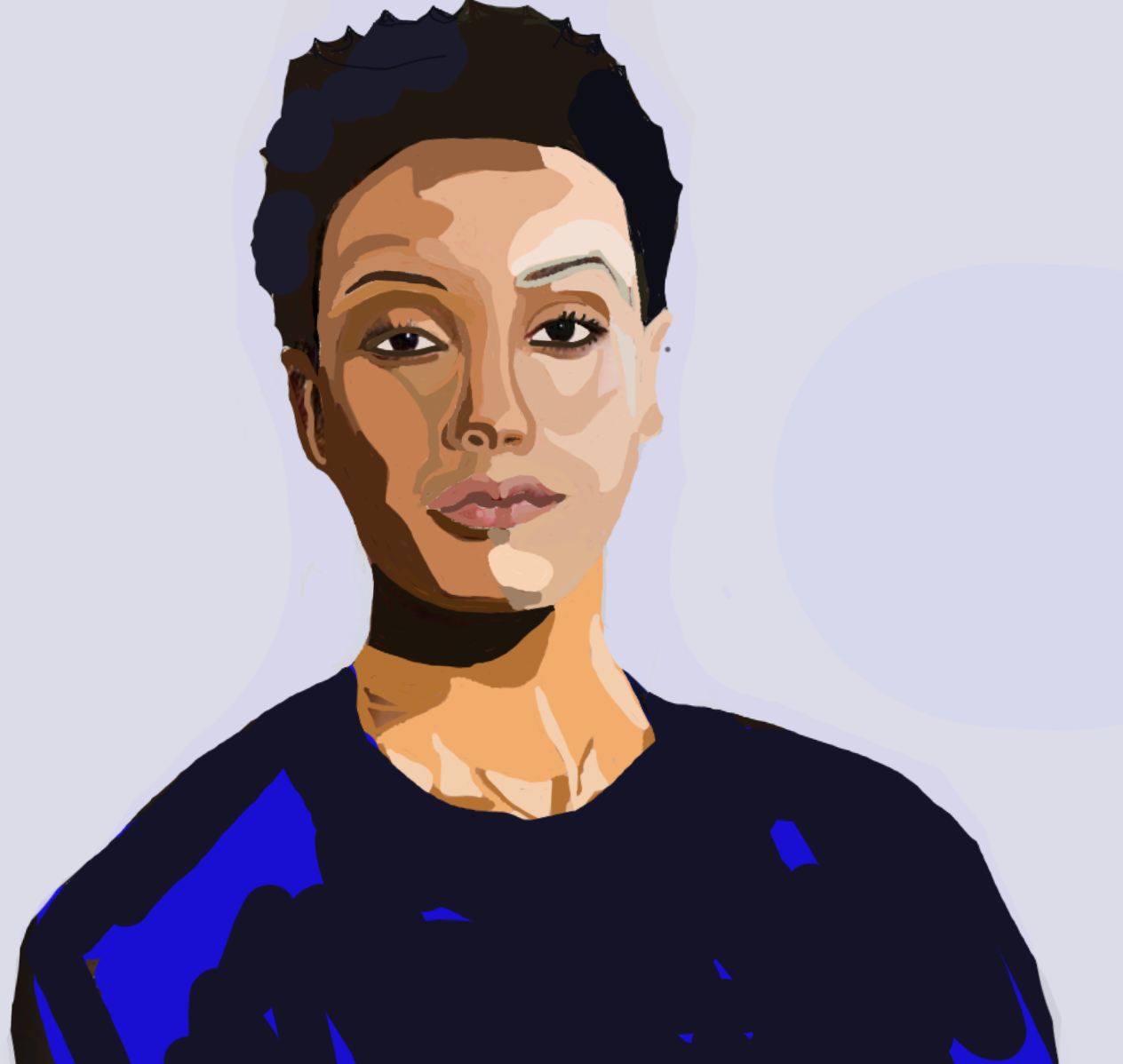
AzMarie Livingston

AzMarie Livingston, född 28 december 1986 i San Fernando Valley i Kalifornien, är en amerikansk fotomodell och skådespelare. Hon blev känd år 2012 då hon var med i den artonde säsongen av America's Next Top Model där hon kom på en niondeplats. Hon har svart hår och bruna ögon och är 178 cm lång. Hon har  varit med i filmen Precious. Sedan 2015 medverkar hon i TV-serien Empire.
I december 2012 släppte hon singel "Morning Guarantee".